# Евдамід III
Евдамід III (дав.-гр. Ευδαμίδας Γ΄) — цар Спарти близько 241—228 роках до н. е.

## Життєпис
Походив з династії Еврипонтидів. Син царя Агіса IV та Агіатиди, доньки Гиліппа. У 241 році до н. е. Агіса IV було звинувачено в прагненні до тиранії. За рішенням ефорів того було страчено. Евдамід був зовсім малим. Противник Агіса IV — співцар Леонід II силою примусив Агіатиду вийти заміж за свого сина Клеомена, так як вона, згідно Плутарху, «мала успадкувати значні статки свого батька, за красою не знала собі рівних серед гречанок, володіючи, до того ж, характером добрим і лагідним».
Опікунами Евдаміда III став Леонід II, а потім його син Клеомен III (водночас вітчим Евдаміда III). Зрештою у 228 році до н. е. за наказом Клеомена III отруєно молодого Евдаміда III. З цього часу фактична влада належала Клеомену III. За ініціативи останнього трон посів стрийко Евдаміда III — Архідам V.